# Каржас
Каржа́с (каз. қаржас) — крупный казахский род, входящий в состав рода Суйиндык племени Среднего жуза Аргын. Родоначальником рода является Олжакельды по прозвищу Каржас, расселялись преимущественно на территории Павлодарской области (Баянаул), Карагандинской области и в Омске.

## Родоначальник

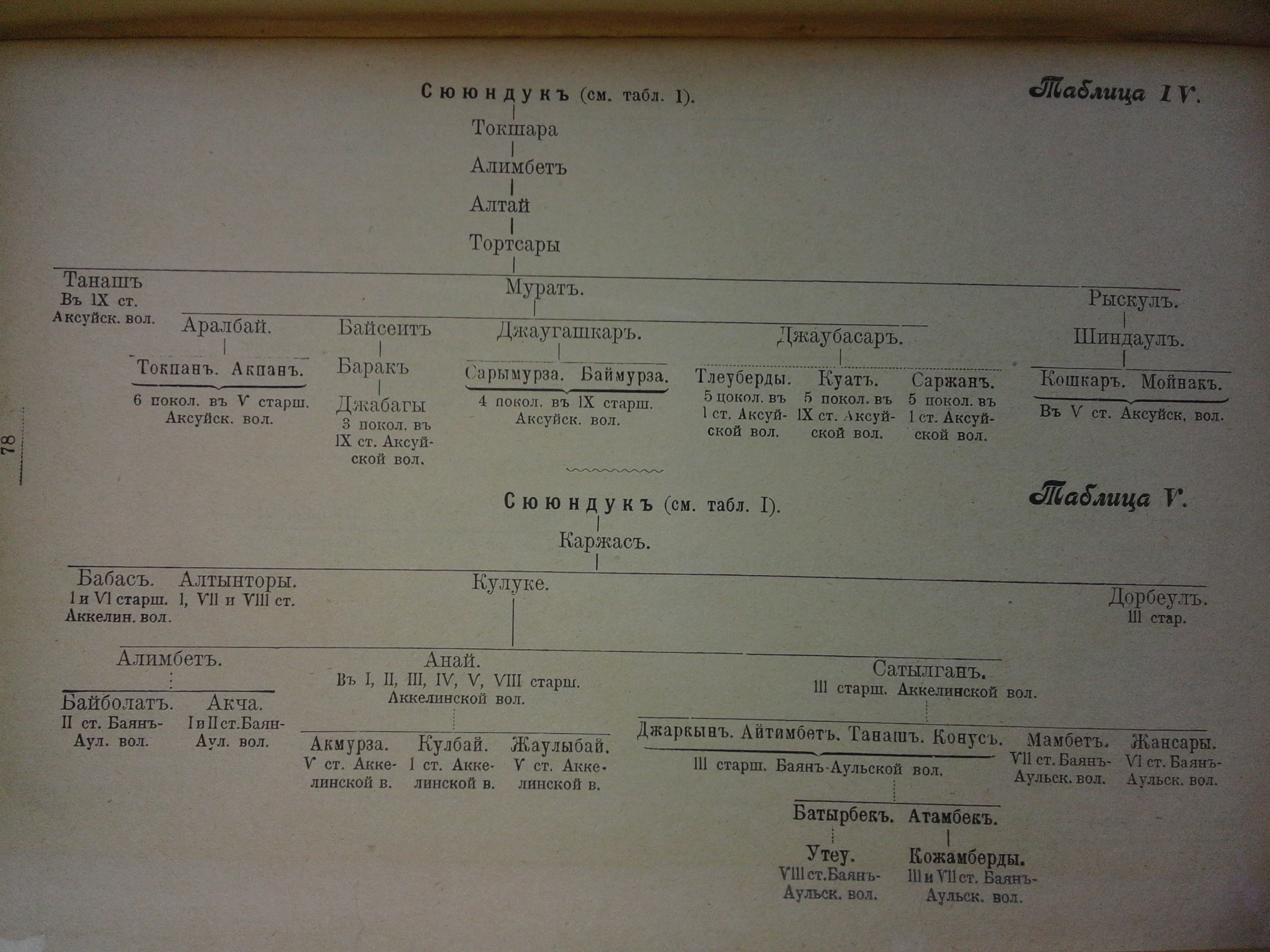
Родословная казахского рода Суюндик и подрода Каржас

Родоначальником рода является Олжакельды по прозвищу Карджас. Шежире (Родословная) Олжакельды: Алаш — Жанарыс — Каракожа — Аргын — Кутан — Мейрамсопы — Суйиндык — Олжакельды.

## Происхождение
Суйиндык, отец Олжакельды, являлся потомком общего предка аргынов Кодан-тайши.
Как полагают М. К. Жабагин и Ж. М. Сабитов, генетическая близость аргынов к народам Иранского нагорья указывает на значительный общий компонент («субстрат»), который мог быть привнесён в генофонд прото-аргынов миграцией с юго-запада от ираноязычных народов или их потомков. Сходство генофондов аргынов с казахами Алтая и монголами говорит о более позднем генетическом компоненте («суперстрате»), привнесённом в генофонд аргынов миграциями тюркоязычных и монголоязычных народов.
При этом по мнению ряда других авторов, первоначальное ядро аргынов восходило к монгольским племенам. М. Т. Тынышпаев полагал, что аргыны восходят к нирун-монгольскому племени арикан. Ч. Ч. Валиханов включал аргынов в число монгольских народов Джагатайской орды. Согласно другой версии, аргыны являются потомками Аргун-ага, ойратского наместника, служившего в Ильханате Хулагу. Согласно К. Этвуду, аргыны (аргуны) происходят от завоёванных степных народов Монгольского плато, подчинённых монголами и приведённых на запад монгольским завоеванием. По его мнению, аргыны (аргуны) представляли собой онгутский клан.

## Численность

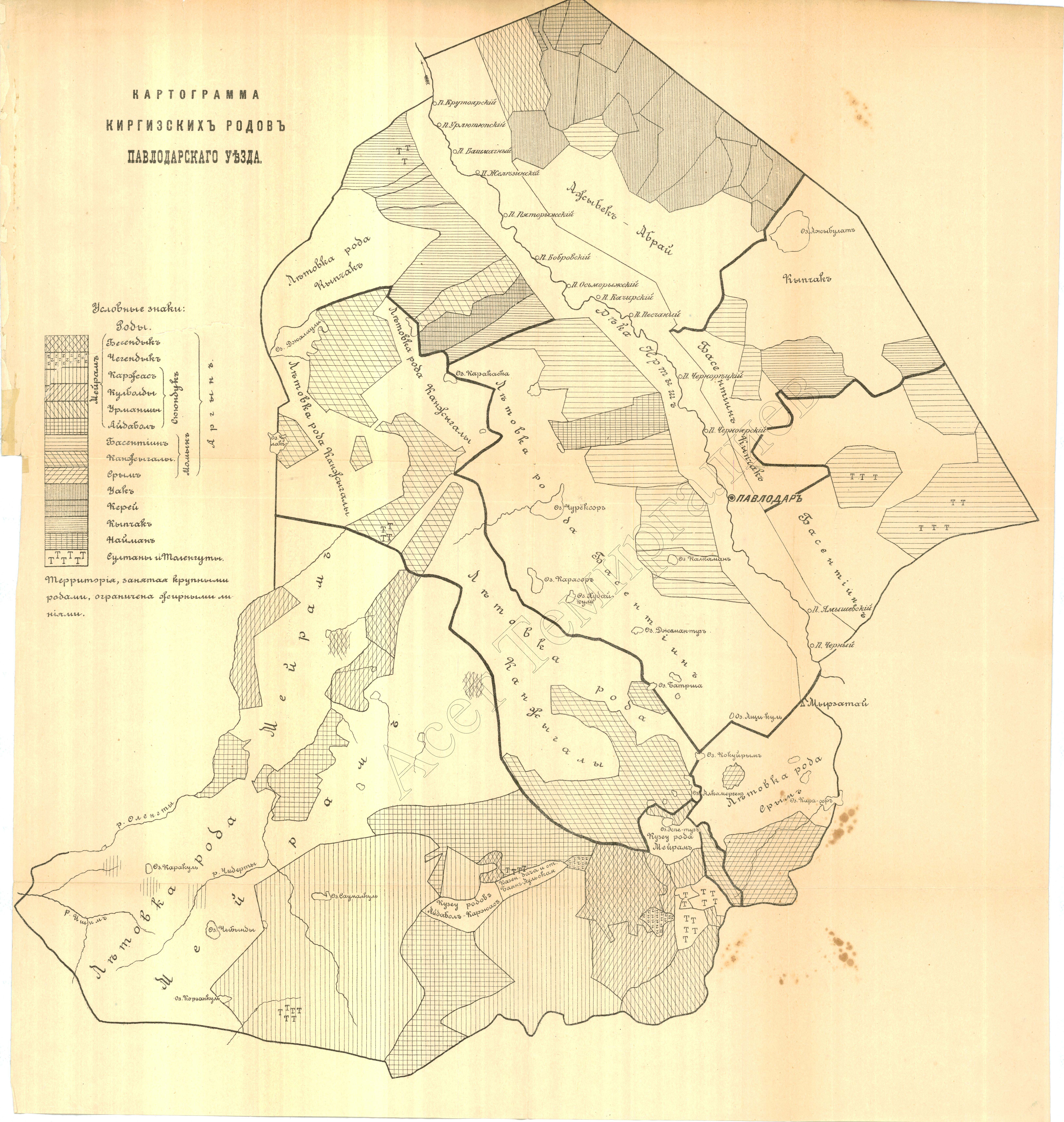
Карта Павлодарского уезда

В 1830 годы в Баянаулском регионе 1720 кибиток каржасов.

## Волости
В 1833 году род Каржас был разделен на две волости: Кулыке Карджасскую и Сатылган Алтынторинскую. Обе волости относились к Баянаульскому округу Павлодарского уезда Семипалатинской области.
Во главе волости стоял волостной управитель. Волостной управитель утверждался губернатором. Если губернатор отказывался утвердить волостного управителя, он требовал проведения новых выборов или назначал волостного управителя сам. Министр или генерал-губернатор мог заменить выборы назначением волостного управителя губернатором. Права и обязанности волостного управления определялись Общим положением о крестьянских учреждениях.

## Представители
1. Бухар жырау
2. Шорман Би Күшікұлы
3. Кеменгеров, Кошмухамбет
4. Сатпаев, Каныш Имантаевич
5. Бектуров, Абикен Бектурович
6. Сагинов, Абылкас Сагинович
7. Шанин, Жумат Тургунбаевич
8. Джаксыбаев, Серик Имантаевич
9. Акишев, Кемаль Акишевич
10. Бекжанов, Гинаят Рахметуллич
11. Исабаев, Калмухан
12. Ашимбетов, Нуржан Кемерович
13. Бисенова, Аклима Бисеновна
14. Сатпаева, Ханиса Канышевна
15. Ержанов, Жакан Сулейменович
16. Жаксыбаев, Ахат Имантайулы
17. Жарылгапберды Жумабайулы
18. Шорманов, Муса
19. Ахметжанов, Марат Муратович
20. Бектуров, Есен Абикенович
21. Избастин, Темиртай Рымтаевич
22. Шаймуханов, Дюсетай Аймагамбетович[8].